# جون أليس (ممثل)
جون أليس (بالإنجليزية: John Ales)‏ مواليد 3 يناير 1969 في لوس أنجلوس، هو ممثل أمريكي بدأ مسيرته الفنية سنة 1985.

## الأعمال

### أفلام
- المدرس المجنون
- إنتفاضة
- حروب التنين

### مسلسلات
- عائلة ثورنبيري
- سي إس آي: ميامي
- دون أثر
- سي اس آي: التحقيق في موقع الجريمة
- بوش

## روابط خارجية
- جون أليس على موقع IMDb (الإنجليزية)
- جون أليس على موقع ألو سيني (الفرنسية)
- جون أليس على موقع ميوزك برينز (الإنجليزية)
- جون أليس على موقع أول موفي (الإنجليزية)
- جون أليس على موقع قاعدة بيانات الفيلم (الإنجليزية)
- جون أليس على موقع كينوبويسك (الروسية)